# 中村武彦
中村 武彦（なかむら たけひこ）は、日本の実業家。Blue United CorporationのPresident & CEO。

## 経歴
東京都町田市出身。幼少時代の約10年間をアメリカ合衆国で過ごした帰国子女。青山学院大学のサッカー部に所属し、卒業後にNEC海外事業本部に入社。その後、スポーツナビゲーション編集部に勤務。
2002年、マサチューセッツ州立大学アマースト校、Mark H. McCormack Department of Sport Management at Isenberg School of Management修士課程に入学。
2005年、インターンを経た後、米国のMLS国際部で、Ivan Gazidis（元 ACミラン・CEO）により日本人初として採用。多くのチームのUSツアープロジェクトマネジャーを務め、2006年のFCバルセロナツアーでテキサスの観客動員記録を更新。
2008年、環太平洋のクラブによる「パンパシフィックチャンピオンシップ」の責任者となる。この大会は彼の大学院の論文が基に。初回はヤマザキナビスコ杯王者・ガンバ大阪が優勝。第2回はロサンゼルスで、ロサンゼルス・ギャラクシー（デビッド・ベッカム所属）が優勝。
2009年、アジア・北米での実績からFCバルセロナに招聘され、アジア・北米・オセアニアのディレクターとして働く。欧州クラブ初のニューヨークオフィス設立に関与。
2010年、LeadOff Sports Marketing社のゼネラルマネジャーに就任。メジャーリーグサッカーなどのアジア事業顧問に就任。
2011年、ESPNとハワイ観光局と協力し、ハワイで「ハワイアンアイランズインビイテーショナル」を立ち上げ、大会のChief Soccer Officerとなる」。JリーグのPR部でキューレーター・ブロガー、そしてレアル・マドリードMBAで招待講師としても活動。
2012年～2013年、マンチェスター・シティFCやデル・ピエロ選手との協力で日本と欧州サッカーの架け橋となる活動を続け、国際サッカー連盟（FIFA）公認のマッチエージェント資格も取得。
2014年、マドリッドにある「ISDE Instituto Superior de Derecho y Economia（ISDE）」の国際スポーツ法グローバルエグゼクティブマスター課程を修了。
2015年、母校マサチューセッツ州立大学・スポーツマネジメント修士課程から「Alumni-on-the-Rise Award」受賞、MLS・ニューヨーク・レッドブルズのトレーニングウェアへ初めてヤンマーのロゴを掲出するクラブ史上最大のパートナーシップ契約交渉に携わる。Blue United Corporation社を設立し、コロンビア大学とISDEによるスポーツマネジメントとスポーツ法学のコンパニオンプログラムの招待講師を務める。
2016年、J.リーグ・ヒューマン・キャピタル（JHC）の立ち上げに参画し、国際事業開発担当に就任。
2017年、鹿島アントラーズが、ニューヨークオフィスを設立し、同クラブのグローバル・ストラテジー・オフィサーに就任。同年、青山学院大学地球社会共生学部の非常勤講師に着任。Blue Unitedが「国際アントレプレナー賞」優秀賞（東京ニュービジネス協議会会長賞）を受賞。
同年11月、JリーグとMLSがアロハスタジアムで対決する「パシフィックリムカップ」を創設。読売テレビの「グッと！地球便」や、ハワイ州最大日刊紙「ホノルル・スター・アドバタイザー」の一面で特集され、Sports Industry Awards（SPIA） ASIAにBest International Sporting Event of the Yearのファイナリストに。また、この年パシフィックリーグマーケティングの国際事業開発ディレクター及び同社「PLMキャリア」サービスのスペシャルキャリアアドバイザーに就任。
2018年、「SPORTS TECH TOKYO」（主催：電通、プログラム・パートナー：スクラムベンチャーズ）のメンターに就任。EAスポーツのサッカーゲームFIFAシリーズを戦うプロeスポーツチーム「Blue United eFC」を設立。11月に東洋館出版社より『MLSから学ぶスポーツマネジメント』をし、2019年の『サッカー本大賞2019』を受賞。
2019年、スペイン（マドリー）の「ISDE Sports Convention」に、元バスケットボールスペイン代表のホルヘ・ガルバホサ、元ブラジル代表のロナウドと共に東洋人唯一のパネリストとして登壇。またパシフィックリムカップ2019がSports Industry Awards（SPIA） ASIAにBest International Sporting Event of the Yearのファイナリストに再び選出。
2020年、HALF TIMEグローバルアカデミーの学長に就任し、ぴあ株式会社が主催をするPIA Sports Business Program立ち上げに参画し、常任講師に就任。また、この年東京大学工学系研究科の共同研究員となる。
2021年、Blue United eFCがFIFA eクラブワールドカップで3度目の出場し、アジアで優勝。FIFAe世界ランキング5位となり、アグ選手が2年連続でe日本代表に選ばれる。また、『マンガでよくわかる！スポーツマネジメント』を東洋館出版社より出版。
2022年、Blue United eFCがCity Football Groupと提携し、「Blue United eFC powered by Manchester City」と改名。また、日本女子プロサッカーリーグ（WEリーグ）、梓設計、そしてスポーツエコシステム推進協議会の国際アドバイザーに就任。
2023年、Blue Unitedとデロイトトーマツコンサルティングは、日本のスポーツビジネス拡大と価値共創を目的にしたアライアンスに合意。また、スポーツ庁「スポーツ産業の国際展開促進事業」の一環として、国際展開を支援するプラットフォーム「JSPIN（Japan SPorts business INitiative）」のアドバイザーにも就任。
2024年、スポーツエコシステム推進協議会マネジメント支援委員会 アドバイザー就任。青山学院大学地球社会共生学部のプロジェクト教授に就任、そして、マサチューセッツ州立大学アマースト校 男子サッカー部のボランティアシスタントコーチに就任。12月にはMIXIとBlue Unitedの資本業務提携を発表した。
2025年、ニューヨークにて、日本人が運営する初のサッカースクール「Blue United FC」を開校。そして、母校マサチューセッツ州立大学・スポーツマネジメント修士課程から「Exceptional Service Award」受賞。これにより、同大学院が授与する三大アワードのうち、二つを受賞したことに。
「日本と米国のサッカーの架け橋」として、多数の日本人サッカー選手（深澤仁博、西村卓朗、原田慎太郎、平野孝、山田卓也、吉武剛、星出悠、松下幸平、廣山望、山田晃平、田中輝和、小林大悟、柏瀬暁、加地亮、井村雄大、遠藤翼、工藤壮人、東洸大郎、栗本広輝、宮地元気、半谷陽介など）のMLSやUSLへの移籍も支援。